# Roberto Bettega
Roberto Bettega (Torino, 1950. december 27. –) válogatott olasz labdarúgó, csatár.

## Pályafutása

### Klubcsapatban
1961-ben a Juventus csapatában kezdte a labdarúgást. 1969-ben került a felnőtt együtteshez, ahol rögtön kölcsönadták a másodosztályú Varese csapatának. A Varese-vel bajnok és gólkirály lett a másodosztályban. Egy idény után visszatért a Juventushoz, ahol 13 idényen át játszott. Hét bajnoki címet és két olasz kupa-győzelmet nyert a csapattal. Tagja volt az 1976–77-es idényben UEFA-kupát nyert csapatnak. Az 1979–80-as szezonban a bajnokság gólkirálya lett 16 góllal. 1983-ban Kanadába szerződött a Toronto Blizzard együtteséhez. 1984-ben itt fejezte be az aktív labdarúgást.

### A válogatottban
1975 és 1983 között 42 alkalommal szerepelt az olasz válogatottban és 19 gólt szerzett. Tagja volt az 1978-as világbajnoki és az 1980-as Európa-bajnoki negyedik helyezett csapatnak.

## Sikerei, díjai
Olaszország
- Világbajnokság
  - 4.: 1978, Argentína
  - a világbajnokság legjobb csapatának a tagja (All-Star Team)
- Európa-bajnokság
  - 4.: 1980, Olaszország

 Varese
- Olasz bajnokság (Serie B)
  - bajnok: 1969–70
  - gólkirály: 1969–70 (13 gól)

 Juventus
- Olasz bajnokság (Serie A)
  - bajnok (7): 1971–72, 1972–73, 1974–75, 1976–77, 1977–78, 1980–81, 1981–82
  - gólkirály: 1979–80 (16 gól)
- Olasz kupa (Coppa Italia)
  - győztes: 1979, 1983
- UEFA-kupa
  - győztes: 1976–77